# اتحاد تايلاند لكرة القدم
اتحاد تايلاند لكرة القدم أو رسمياً رابطة تايلاند لكرة القدم تحت رعاية جلالة الملك (بالتايلاندية: สมาคมกีฬาฟุตบอลแห่งประเทศไทย ในพระบรมราชูปถัมภ์) تأسست عام 1916م وانضم إلى الاتحاد الدولي لكرة القدم في 1925م وانضم إلى الاتحاد الآسيوي لكرة القدم في 1957م.

## التاريخ
دخلت كرة القدم إلى تايلاند عام 1897. أسس الملك راما السادس عام 1916 «رابطة تايلاند لكرة القدم تحت رعاية جلالة الملك». وانضمت الرابطة إلى الاتحاد الدولي لكرة القدم (الفيفا) عام 1925 وإلى الاتحاد الآسيوي لكرة القدم عام 1954.
شارك المنتخب التايلاندي الوطني للمرة الأولى في الألعاب الأولمبية التي أقيمت في أستراليا عام 1956.
تم تشييد ملعب سوباتشالاساي وهو أول ملعب كرة قدم في البلاد عام 1935. وأقيم أول بطولة كرة قدم محلية وهي كأس الملك عام 1968، وتأسس بعدها بسنتين عام 1970 كأس الملكة وهي منافسة كرة قدم على المستوى الوطني أيضاً.

## منافسات كرة القدم في تايلاند

### الدوريات
أبرز مسابقات الدوري في تايلاند:
- الدوري التايلاندي الممتاز
- الدوري التايلاندي الدرجة الثانية
- الدوري التايلاندي الدرجة الثالثة
- الدوري التايلاندي الدرجة الرابعة
- دوري الهواة التايلاندي

(انظر أيضاً: نظام دوري كرة القدم التايلاندية لتفاصيل إضافية حول نظام الدوري.)

### منافسات كؤوس
- كأس الاتحاد التايلاندي - مباراة لأندية كرة قدم تُقام سنوياً في تايلاند.
- كأس الدوري التايلاندي - مباراة لأندية كرة قدم تُقام سنوياً في تايلاند.
- كأس أبطال تايلاند - مباراة تُقام سنوياً بين أبطال الدوري التايلاندي الممتاز وأبطال كأس الاتحاد التايلاندي أو الذين الأندية التي حلت في المرتبة الثانية في الدوري التايلاندي الممتاز.
- كأس ملك تايلاند - منافسة كرة قدم دولية للفرق الوطنية تُقام سنوياً.
- كأس الملكة - منافسة كرة قدم على كأس وطني تُقام سنوياً.

## وصلات خارجية
- الموقع الرسمي لاتحاد تايلاند لكرة القدم (بالتايلندية)
- تايلاند على موقع الاتحاد الدولي لكرة القدم (بالإنجليزية)